# Street Fighter (экранизации аниме)
Street Fighter (яп. ストリートファイター Сутори:то Фаита) — серия японских анимационных экранизаций, созданных по мотивам одноимённой известной игры Street Fighter. Первая экранизация под названием Street Fighter II Movie (яп. ストリートファイター II MOVIE Сутори:то Гаита: Цу Му:би:) была выпущена 8 августа 1994 года и также была показана на территории США, Израиля, Франции, Испании, Германии и Португалии. С 10 апреля по 17 ноября 1995 года по японскому телеканалу Yomiuri TV транслировался аниме-сериал, выпущенный студией Group TAC, сериал также транслировался на территории США, Англии, Франции, Испании, Италии, Германии, Филиппин и Бразилии. Примечательно, что у сериала есть две версии английского дубляжа: первый, сделанный компанией Manga Entertainment для показа в США и от студии Animaze для показа в Англии. Позже фильм был выпущен, как бонус для игровой коллекции Street Fighter Anniversary Collection для PlayStation 2 и XBOX. Также в английской версии сериала было решено вырезать все сцены крови и чрезмерного насилия. 22 декабря 1999 году студией Group TAC был выпущен полнометражный фильм под названием Street Fighter Alpha: The Animation или Street Fighter Zero (яп. ストリートファイターZERO) и не является приквелом предыдущих экранизаций, представляя самостоятельный сюжет. Также фильм получил плохие отзывы, в частности на сайте Rotten Tomatoes фильм получил 58 % положительных отзывов. Позже в 2005, 2010 и 2011 годах выпускались короткие серии, в составе особых изданий игры Street Fighter.

## Сюжет

### Street Fighter II: The Movie
Теневая организация Шэдоулоу, завоевавшая уже огромное влияние через торговлю наркотиками и оружием, во главе с злодеем Байсоном намеревается увеличить своё влияние, нанимая лучших в мире уличных бойцов. Но больше всего организация заинтересована в Рю, известном японском бойце, путешествующем по всему миру и сражающемся с другими бойцами. Чтобы заманить Рю к себе, Байзон похищает его верного товарища Кена Мастерса и использует его как приманку. Рю вместе со своими соратниками Чюнь Ли и Гайлом отправляется на поиски своего друга.

### Street Fighter II (сериал)
Рю и Кэн, случайно столкнувшись с Гайлом, осознают, что гораздо слабее его. Они решают улучшить свои навыки и постичь новые техники боя, для чего путешествуют по миру, сражаясь с различными уличными бойцами и находя новых союзников. Сначала их путь лежит в Гонконг, где Рю с Кеном знакомятся с Чунь-Ли и Фей Лонгом, также Рю постигает азы техники Ки и выучивает тайский бокс, сражаясь в местной тюрьме. Далее главные герои отправляются в Индию, где учатся у гуру Далсима технике Хадо. После этого главные герои отправляются в Испанию, где сталкиваются с Байсоном, который крадёт Рю и Чунь-Ли, чтобы сделать их своими верными солдатами. Кену вместе с прибывшими союзниками Гайлом и Нэшом придется спасать своих верных друзей.

### Street Fighter Alpha
Рю стал чемпионом среди уличных бойцов. Ему предстояло бороться против злой силы, именуемой «Тёмное Хадо», которая поглотила Акуму, брата наставника Рю. К тому же к Рю навязывается молодой человек по имени Сюн, который оказывается его давно пропавшим братом.

### Street Fighter: Generations
Когда Рю возвращается на родину, чтобы почтить память о погибшей матери, его начинают терзать воспоминания об убийце своего наставника. Чтобы стать истинным мастером, Рю должен оттачивать свои навыки уличного бойца и освободить от доставшегося ему наследия «тёмной силы хадо». Однако Рю сможет овладеть полностью своей новой силой после того, как победит извечного врага Акуму.

### Street Fighter IV: The Ties That Bind
После уничтожения злой организации Шэдоулоу в мире стало гораздо спокойнее, и многие бойцы стали жить обыкновенной жизнью. Однако в мире появляется новый злодей, таинственный детектив, чьи истинные мотивы никому не известны, однако для своих целей ему нужен Рю. Так старые союзники должны снова объединить свои силы, чтобы бороться против нового зла.

### Super Street Fighter IV
Юри, таинственный боец тхэквондо, имеет в левой глазнице устройство, именуемое Фен-Шуй, которое даёт его хозяйке невероятную силу. Сама Юри работает на некую организацию S.I.N. Чюнь Ли, Гайл и Кэмми объединяют свои силы, чтобы узнать намерения таинственной незнакомки.

## Список персонажей
- Рю (яп. リュウ Рю:) — сэйю: Кодзиро Симидзу (фильм), Кодзи Цудзитани (сериал), Кэйн Косуги (Alpha)
- Кен Мастерс (яп. ケン・マスターズ Кэн Масута:дзу) — сэйю: Кэндзи Хага (фильм и сериал), Кадзуя Итидзо (Alpha)
- Гайл (яп. ガイル Гаиру) — сэйю: Масанэ Цукияма (фильм), Тэссё Гэнда (сериал)
- Чунь Ли (яп. チュン・リー Тюн Ри:) — сэйю: Мики Фудзитани (фильм), Тиса Ёкояма (сериал), Юми Тома (Alpha)
- Инспектор Дорай (яп. 銅昴 До:рай) — сэйю: Рокуро Ная (сериал)
- Фей Лонг (яп. フェイロン Фэй Рон) — сэйю: Масакацу Фунаки (фильм и сериал)
- Сагат (яп. サガット Сагатто) — сэйю: Сигэдзо Сасаока (фильм и сериал)
- Дхалсим (яп. ダルシム Дарусиму) — сэйю: Юкимаса Кисино (фильм), Сёдзо Иидзука (сериал)
- Вега  (яп. バルログ Барурогу) — сэйю: Такэси Кусака (фильм), Уцуми Кэндзи (сериал)
- Балрог  (яп. マイク・バイソン Майку Байсон) — сэйю: Канэто Сиодзава (фильм и сериал), Кадзуюки Исикава (Alpha)
- Камми  (яп. キャミィ Кями:) — сэйю: Ёко Сасаки (фильм и сериал)
- Чарли Нэш  (яп. チャーリー・ナッシュ Тя:ри: Нассю) — сэйю: Рёити Танака (сериал), Тосиюки Морикава (Alpha)
- Зангиев  (яп. ザンギエフ Дзангиэфу) — сэйю: Тэцуо Канао (фильм), Ясуо Танака (сериал), Хидэнари Угаки (Alpha)
- М. Байсон  (яп. ベガ Бэга) — сэйю: Дзёдзи Наката (фильм), Томомити Нисимура (сериал)

## Список серий аниме Street Fighter II V
| |                                                                                        |                       |
| 1 | The Beginning of a Journey (旅立ち サンフランシスコからの招待状)                       | 10 апреля 1995 года   |
| Рю живёт в Японии и получает записку от его давнего соратника Кена Мастерса, который приглашает Рю в Сан-Франциско. Рю видит, что Кен стал богатым и обзавёлся новой семьёй. Позже молодые люди угоняют мотоцикл отца и уезжает в паб, сам Кен ввязывается в драку с нескольким солдатами и побеждает. Позже появляется их сержант, Гайл. |                                                                                        |                       |
| 2 | The King of the Airforce (空軍の王者 炸裂、脅威のミリタリーコンバット)                 | 17 апреля 1995 года   |
| Гайл становится новым соперником для Рю и побеждает, отмечая, что Рю не хватает мужества. Позже Кен бросает вызов Гайлу и тоже проигрывает, однако это вдохновляет Кена и Рю, и те решают путешествовать по миру, чтобы улучшить свои боевые навыки. Первым местом их путешествия становится Гонконг, а именно его так называемые подземные бойцы. |                                                                                        |                       |
| 3 | Landing in Hong Kong (香港上陸 潜入、魔闘窟への挑戦状)                                 | 24 апреля 1995 года   |
| Рю и Кен останавливаются в маленьком отеле и встречают своего гида — Чунь Ли. К её удивлению, главные герои отправляются на вертолёте к закрытой территории — «дворцу Каулун», где видят нескольких уличных бойцов и решают там приземлиться. В этот момент там проводился бойцовский турнир. Рю выходит на ринг и побеждает всех противников, подосланным Лином, хозяином дворца. Вскоре тот замечает, что главные герои неместные, и пытается их схватить, троица сбегает. |                                                                                        |                       |
| 4 | Darkness at Kowloon Palace (暗黒の九龍城 無法地帯、命がけの大脱出)                     | 1 мая 1995 года       |
| Троице почти удаётся сбежать из дворца, но у выхода их встречает Лин вместе с двумя своими сильнейшими бойцами, которых Рю и Кен побеждает. Однако Лин берёт в заложники Чунь Ли. Во дворец вместе с полицейскими врывается Дорай, глава полиции Гонконга, и спасает Чунь Ли. Троица возвращается в отель, и Дорай предлагает главным героям познакомиться с мастером боевых искусств актёром Фей Лонгом. |                                                                                        |                       |
| 5 | Hot Blooded Fei Long (飛龍熱血! 激写、スーパーバトルアクションムービー)                | 8 мая 1995 года       |
| Троица отправляется к Фей Лонгу, который снимает новый фильм. Он предлагает героям снять бой для него. Фей Лонг должен сразиться с Кеном, оба слишком сильно увлекаются боем, забыв, что лишь снимаются в фильме. В результате режиссёр останавливает бой, так как Фей Лонг и Кен ранят друг друга. |                                                                                        |                       |
| 6 | Appearance of the Secret Technique (秘伝見参! 漲る気、波動の覚醒)                      | 22 мая 1995 года      |
| Троица отправляется в торговый центр, где Рю встречает таинственного старика, которому нужна медицинская помощь, но старик использует свою технику, основанную на ки и позволяющую быстро самоизлечиться. Рю хочет научиться этой технике, и старик соглашается обучить его, однако Рю не удаётся выучить технику, но он лучше узнаёт свою духовную сущность. |                                                                                        |                       |
| 7 | The Revenge of Ashura (阿修羅の報復 襲いかかるムエタイの刺客)                          | 5 июня 1995 года      |
| Злая организация, известная как Ашура, намеревается убить отца Чунь Ли, для чего они пытаются похитить девушку в качестве приманки. Однако Кен и Рю вовремя спасают её. Затем Ашура пытаются напасть на самого Дорая. Однако троица и подоспевший Фей Лонг расправляются с членами организации. |                                                                                        |                       |
| 8 | Trap Prison and the Scream of Truth (罠、牢獄、真実の叫び 誇り高きリュウ)              | 12 июня 1995 года     |
| Рю И Кен отправляются в Таиланд, чтобы постичь искусство тайского бокса, однако главным героям приходится лететь разными рейсами. Дону, член организации Ашура, сбежавший от главных героев в 7 серии, подкладывает в сумку Рю героин. В результате Рю задерживает и отправляет в тюрьму полиция. Другие заключённые издеваются над Рю, и тот нападает на обидчиков. О себе даёт знать известный уличный боец Сагат, который делает вызов Рю. |                                                                                        |                       |
| 9 | The Superstar of Muay Thai (ムエタイの巨星 壮絶、獄中戦交響曲)                         | 19 июня 1995 года     |
| Сагат и Рю сражаются с помощью тайского бокса, но позже Рю переключается на свою боевую технику и получает заметное преимущество в бою. Однако бой ничем не заканчивается, и Рю с Сагатом становятся друзьями. Сагат обещает защищать Рю от других заключённых, но на пару нападает разгневанный Нучи, сделавший денежную ставку на бой и требующий обратно половину денег. Сагат и Рю расправляются с Нучи. Позже Кен освобождает Рю из тюрьмы. |                                                                                        |                       |
| 10 | Dark Omen (暗黒の予兆 ベールに包まれた真の君臨者)                                      | 26 июня 1995 года     |
| Рю и Кен отправляются на тайную базу, контролируемую организацией Ашура, и там вступают в бой с Зочи, который хочет отрубить руку Рю и пополнить ей «свою коллекцию». Однако он терпит поражение, а базу Ашуры оцепляет Дорай с полицией. На свободу выходит Сагат и советует главным героям отправиться в Индию к йогу Дхалсиму, чтобы постичь технику Хадо. |                                                                                        |                       |
| 11 | Visitation of the Beasts (野獣来訪 聖なる荒法師、若武者への忠告)                       | 3 июля 1995 года      |
| Рю и Кен отправляются в Калькутту и вступают в бой с несколькими злодеями, которые хотят уничтожить больницу доктора Ханмы, лечащего бедных. Позже они отправляются к Дхалсиму, однако тот отказывается их учить, утверждая, что у главных героев слишком агрессивные ауры: таким образом, они не достойны постичь технику Хадо. Рю и Кен рекомендуют себя перед его односельчанами, чтобы произвести впечатление на Дхалсима, и тот показывает им «пещеру древних», куда нельзя входить, так как там живёт монстр. Позже туда входят четверо мужчин в поисках золота. |                                                                                        |                       |
| 12 | The Deadly Phantom Faceoff (赤白の闘神 幻の真剣勝負)                                   | 10 июля 1995 года     |
| Рю и Кен отправляются в пещеру, чтобы помешать планам воров заполучить сокровища. Двое из четырёх людей уже умерли. Предводитель воров угрожает Рю и Кену, что расправится с жителями деревни, если главные герои не помогут ему найти сокровища. Внутри пещеры главные герои сталкиваются в бою с «монстрами», хотя и не осознают, что это лишь отражения их сущности. После продолжительного боя и полученных ран главные герои осознают, что дрались друг с другом, и чары рассеиваются. Главные герои отдают вору сокровища, и тот пытается их убить, однако Дхалсим обездвиживает злодея и в конце концов решает показать главным героям технику Хадо.                                                  |                                                                                        |                       |
| 13 | The Legend of Hadou Ken (森羅万象の気 波動拳伝説)                                      | 17 июля 1995 года     |
| Дхалсим обучает Рю технике Хадо, однако тот не может её контролировать и рискует убить любого рядом находящегося человека. В итоге Рю решает отправиться в пещеру древних и там сталкивается с воображаемым Гайлом, а позже и Дхалсимом. В разгар сражения Рю осознаёт, как использовать технику Хадо. Позже главные герои отправляются в Испанию, где оказываются и Дорай с Чунь Ли, чтобы получить премию за уничтожение организации Ашура. |                                                                                        |                       |
| 14 | The Bloodthirsty Prince (血に飢えた麗人 バルログ)                                      | 24 июля 1995 года     |
| Во время представления на арене быков матадор Вега с первого взгляда влюбляется в Чунь Ли и начинает показывать ей свою любовь, сначала подарив розу, а позже отрезав ухо побеждённого быка. Чунь Ли смущается и уходит с арены, Вега продолжает следовать за ней. Ночью он пробирается в номер отеля, где спит Чунь Ли, целует её и вводит зелье, которое должно пробудить в девушке любовные чувства к Веге. В комнату врывается Кен, но Вега сбегает. |                                                                                        |                       |
| 15 | Clash of the Titans (両雄激突 プライドと命とシンデレラを賭けた死闘)                    | 31 июля 1995 года     |
| Кена и Чунь Ли приглашают на вечеринку, но они не подозревает, что их пригласил Вега. Рю остаётся в отеле, практикуя Хадо. Чунь Ли попадает под действие введённого зелья, и Кен понимает, что Вега находится внутри стальной клетки, подвешенной в середине зала. Кен проникает в клетку и начинает бой. |                                                                                        |                       |
| 16 | The Unveiled Ruler (ベールをぬいだ君臨者 暴走を始めた恐るべき征服欲)                   | 7 августа 1995 года   |
| Вега сильно ранит Кена, и тот теряет много крови, однако наносит ответный удар. Кен и Вега решают применить свои главные атаки. |                                                                                        |                       |
| 17 | Shudder! The Despot's Commander (戦慄、暴君の司令 忍び寄る策謀、迫り来る危機)          | 14 августа 1995 года  |
| Кен одерживает победу над Вегой, но и сам потом теряет сознание. Действие любовного зелья на Чунь Ли прекращается. Вега приходит в себя и пытается напасть на Кена, но падает с люстры. Кен ловит его, позже появляются Байзон и его ассистент Золтар. Байзон предлагает услуги своих докторов в личной вилле, но главные герои отказываются, после чего Чунь Ли и Кен отправляются вместе с докторами в отель. Тем временем Рю продолжает тренировки на пляже. Внезапно доктора усыпляют Кена и пытаются похитить Чунь Ли. Девушка пытается защититься, но её ранит Байзон. |                                                                                        |                       |
| 18 | The Beautiful Assassin (美しき暗殺者 緑色の瞳、十字架の恐怖)                           | 21 августа 1995 года  |
| Чунь Ли и Байзон сражаются, но Чунь-Ли терпит поражение. Байзон приказывает Золтару отнести Кена и Чунь Ли в свою виллу. Тем временем в отель прокрадывается наёмная убийца Кэмми Уайт, нанятая представителем Интерпола Балрогом, чтобы убить Дорая, при этом Балрог связан с преступным синдикатом Шэдоулоз, а сама Кэмми не знает, что Балрог связан с Интерполом. Тем временем Дорай расследует дело Шэдоулоу. |                                                                                        |                       |
| 19 | Special Orders to Iron Men (鉄人への特命 救出の空に発つ最強の助っ人)                   | 28 августа 1995 гида  |
| Отец Кена посылает двух коммандос — Нэша и Гайла, чтобы спасти Кена из плена Байзона, так как тот потребовал выкуп в размере одного миллиарда долларов. Байзону нужны были деньги для его преступного синдиката Шэдоулоу, чтобы покрыть убытки от уничтожения его дочерней организации Ашура. Тем временем Дорай становится жертвой нападения Кэмми Уайт, но ему удаётся выжить. На пляже на Рю нападает рестлер Зангиев, посланный Байзоном. |                                                                                        |                       |
| 20 | Unknown Explosive Force (秘められた爆発力 渾身に満ちるとてつもないパワー)              | 4 сентября 1995 года  |
| Рю и Зангиев сражаются, но Зангиев оглушает Рю и кладёт его в грузовик, успев скрыться до того, как на пляж приземляется вертолёт Нэша и Гайла. Oни отправляются в здание, где сражались Кен и Вега, но обнаруживают, что все улики были стёрты. Тем временем Рю просыпается в резиденции Шэдоулоу и вступает в бой с Байзоном, однако Байзон превосходит его в силе и побеждает. |                                                                                        |                       |
| 21 | Compulsion Towards Vengeance (服従への強制 サイバーチップ、脳支配への挑戦)             | 11 сентября 1995 года |
| В тело Рю вживляют чип контроля сознания. Таким образом Шэдоулоу намеревается создать новую армию бойцов. Тем временем к смертельно раненому Дораю отправляется Фей Лонг (который был на съемках в Барселоне). Он узнаёт от Балрога, что на него могут напасть другие убийцы, и решает защищать Дорая. |                                                                                        |                       |
| 22 | Rising Dragon into the Sky (昇龍、空へ 怒りの絶頂、目覚める波動)                       | 18 сентября 1995 года |
| Кену постоянно снятся кошмары, где Байзон истязает Чунь Ли. После пробуждения ему, хоть и ослабшему, удаётся сорвать цепи и сбежать из камеры, но Кен решает пробраться вглубь крепости, в надежде найти Рю и Чунь Ли. |                                                                                        |                       |
| 23 | The Icy Light of Their Eyes (凍りついた眼光 悪魔に魅入られた勇者)                      | 16 октября 1995 года  |
| (В первой половине серии кратко пересказываются события предыдущих.) Кен находит Рю и Чунь Ли, однако их отделяет стена. Тем временем Дорая отправляют в больницу, и Балрог поручает Кэмми добить его. Тем временем Кен замечает, что Чунь Ли с вживлённым в неё чипом душит охранника. |                                                                                        |                       |
| 24 | Nightmare Reunion (悪夢の再会 悲痛の呼び掛け、閉ざされた意識)                          | 23 октября 1995 года  |
| Чунь Ли внезапно успокаивается (потому что попадает под контроль), Кен замечает, что они с Рю подозрительно себя ведут. Тем временем Нэш и Гайл штурмуют крепость, чтобы спасти Кена. Сам Кен решает сломать стену, которая разделяет его и Рю с Чунь Ли. Однако Рю враждебно смотрит на Кена и явно не рад его приходу. |                                                                                        |                       |
| 25 | Fight to the Finish (Round One) (死闘 <第一章> 壮絶、トリプルバトルコマンド)           | 30 октября 1995 года  |
| Рю нападает на Кена, но тот отказывается драться со своим лучшим другом. В конце концов Рю начинает бороться с чипом. Тем временем Кэмми входит в больничную палату, чтобы убить Дорая, но на неё нападает Фей Лонг. Между тем Гайл и Нэш проникают в крепость и идут разными путями, чтобы найти Кена. Гайл сталкивается с Зангиевым и начинает бой. |                                                                                        |                       |
| 26 | Fight to the Finish (Round Two) (死闘 <第二章> 力尽きゆく親友の断末魔)                 | 6 ноября 1995 года    |
| После продолжительного боя Гайлу удаётся победить Зангиева. Тем временем продолжается бой между Кэмми и Фей Лонгом. В третьем бою Кен продолжает бороться с Рю и впустую пытается убедить его перестать драться с лучшим другом. Нэш попадает в диспетчерскую, где встречает Байзона и вступает в бой, однако Байзон убивает его. |                                                                                        |                       |
| 27 | Fight to the Finish (Round Three) (死闘 <第三章> 臨界点、激突する波動エネルギーの極限) | 13 ноября 1995 года   |
| Рю и Кен продолжают борьбу, тем временем Гайл находит диспетчерскую, Байзона и убитого Нэша. Гайл приходит в ярость и пытается напасть на Байзона, но оказывается оглушённым. Одновременно продолжается борьба между Кэмми и Фей Лонгом. Фей Лонг пытается ей объяснить, что Балрог связан с преступной организацией и хочет убить Дорая, чтобы тот не мешал их деятельности, и Кэмми верит его словам, после чего отправляется в к Балрогу, чтобы высказать свои сомнения, и тот признаётся, что намеревался подставить её, и пытается пристрелить, но в этот момент в комнату врывается Фей Лонг, и Кэмми вырывает у Балрога пистолет. Фей Лонг арестует злоумышленника, и Кэмми благодарит его за правду. |                                                                                        |                       |
| 28 | Fight to the Finish (Round Four) (死闘 <第四章> 君臨者ベガ、その圧倒的破壊力)          | 20 ноября 1995 года   |
| Бой между Кеном и Рю продолжается. Кен использует против Рю технику Хадо, и она ломает чип внутри, избавляя его от подчинения. Тем временем Байзон отправляет Чунь Ли сражаться против Гайла. В диспетчерскую врываются Кен и Рю. Байзон телепортирует Гайла и Чунь Ли за пределы здания, чтобы они продолжали бой на улице, а сам переносит себя и Кена с Рю в параллельную вселенную. |                                                                                        |                       |
| 29 | Fight to the Finish (Final Round) (死闘完結 全身全霊をかけたファイナルバトル)          | 27 ноября 1995 года   |
| Кен с Рю сражаются с Байзоном, однако их сил недостаточно, чтобы победить его. Тем временем Чунь Ли сражается с Гайлом и имеет преимущество в бою, так как вживлённый чип придаёт ей новые силы. Кен и Рю обнаруживают, что могут одолеть Байзона с помощью техники Хадо, и одерживают победу; тем временем Чунь Ли освобождается от действия чипа, заканчивая бой с Гайлом. Главные герои отправляются в США, и Рю отправляется в неизвестном направлении. |                                                                                        |                       |